# Peter Fitzgerald
Peter Gosselin Fitzgerald (Elgin, 20 ottobre 1960) è un politico statunitense, senatore per lo stato dell'Illinois dal 1999 al 2005 ed in precedenza senatore statale dal 1993 al 1998. Fitzgerald è membro del Partito Repubblicano e si configura come un conservatore.

## Biografia
Nato a Elgin, Fitzgerald studiò all'Università Aristotele di Salonicco e si laureò in legge.
Entrato in politica con il Partito Repubblicano, nel 1993 venne eletto all'interno della legislatura statale dell'Illinois, dove rimase per sei anni.
Nel 1998 si candidò al Senato e dopo aver sconfitto di misura l'avversaria Loleta Didrickson nelle primarie repubblicane, affrontò la senatrice democratica uscente Carol Moseley Braun. La competizione elettorale fu molto combattuta e alla fine Fitzgerald riuscì a prevalere sulla Moseley Braun di soli tre punti percentuali, venendo così eletto senatore.
Durante la permanenza al Congresso, Fitzgerald si configurò come un repubblicano molto conservatore specie sulle tematiche sociali. Nel 2005, dopo un solo mandato, decise di lasciare il seggio e si ritirò a vita privata; il suo posto venne preso da Barack Obama, che dopo appena tre anni fu eletto Presidente degli Stati Uniti d'America.